# Stuart Lewis-Evans
Stuart Nigel Lewis-Evans (Luton, Bedfordshire, 1930. április 20. – East Grinstead, Sussex, 1958. október 25.) brit autóversenyző, Formula–1-es pilóta volt.

## Pályafutása
Édesapja, Lewis Evans autóversenyző volt, így Stuart is hamarabb belecsöppent a versenyzés világába. 1951-ben kezdett egy Formula 3-as Cooper autóval versenyezni, és egészen 1956-ig maradt ebben a kategóriában. 1956 októberének közepén egy világbajnokságon kívüli futamon az angliai Brands Hatch-ben egy Connaught-Alta volánjánál teljesítette első Formula–1-es versenyét. Második helyével megnyitotta az utat maga előtt, hogy a következő évben immár világbajnoki viadalokon is részt vehessen. Monacóban debütált, ugyancsak egy Connaught autóval, a negyedik helyen intették le. A szintén angol Tony Vanderwell azonnal lecsapott rá, és leszerződtette csapatához. Lewis-Evans innentől fogva világbajnoki futamokon csakis Vanwall autókkal versenyzett. Az év hátralévő viadalain nem kísérte szerencse, ám tehetségéhez nem férhetett kétség és 1958-ban is maradt a csapatnál. Háromszor volt pontszerző, a Belga és a Portugál Nagydíjakon a dobogó harmadik fokára is felállhatott. Az év utolsó versenyén, a Casablancában rendezett Marokkói Nagydíjon az ötödik helyen haladt, amikor a negyvenegyedik körben műszaki hiba következtében kicsúszott. Az autója kigyulladt, és ő súlyos égési sérüléseket szenvedett. 
Jelentős szerepe volt abban, hogy az első ízben kiírt konstruktőri világbajnoki címet a Vanwall megnyerte. Tizennégy világbajnoki futamon indult Stuart. Két-két alkalommal ért el harmadik helyezést valamint pole pozíciót. Legjobb összetett eredménye az 1958-as kilencedik hely volt. Tíz világbajnokságon kívüli viadalon is részt vett, ezeken egy győzelmet 1957-ben az angliai Goodwoodban, két második és egy harmadik helyet szerezve.

## Halála
1958-ban a marokkói nagydíjon súlyos balesetet szenvedett, amikor a Vanwall motorja tönkrement, és az autó a saját olaján megcsúszott, majd kisodródott a pályáról. Evansnek sikerült saját erejéből elhagynia az autót, azonban overálja ekkor már lángokban állt. A sokk hatására nem vette észre a feléje közeledő pályaőrt, aki egy tűzoltó készülékkel igyekezett segítségére sietni. Súlyos égési sérüléseket szenvedett, amikbe hat nappal később belehalt. Tony Vanderwallra is nagy hatással volt Stuart Lewis-Evans halála, aki úgy döntött, hogy a megnyert csapat világbajnoki cím ellenére az 1959-es esztendőben nem indítja csapatát, a Vanwallt a Formula–1-ben.

## Eredményei

### Teljes Formula–1-es eredménysorozata
(Táblázat értelmezése)

(Félkövér: pole-pozícióból indult; dőlt: leggyorsabb kört futott) 

| Év   | Csapat                | 1   | 2      | 3      | 4      | 5     | 6      | 7     | 8      | 9     | 10     | 11     | Helyezés | Pont |
| ---- | --------------------- | --- | ------ | ------ | ------ | ----- | ------ | ----- | ------ | ----- | ------ | ------ | -------- | ---- |
| 1957 | Connaught Engineering | ARG | MON 4  | IND    | FRA    | GBR   | GER    | PES   | ITA    |       |        |        | 12.      | 5    |
| 1957 | Vanwall               | ARG | MON    | IND    | FRA Ki | GBR 7 | GER Ki | PES 5 | ITA Ki |       |        |        | 12.      | 5    |
| 1958 | Vanwall               | ARG | MON Ki | HOL Ki | IND    | BEL 3 | FRA Ki | GBR 4 | GER Nk | POR 3 | ITA Ki | MAR Ki | 9.       | 11   |